# Раскоп
«Раскоп» — российская драматическая комедия режиссёра Сергея Дахина, созданная российской кинокомпанией «Любители» в 2014 году по мотивам рассказов украинского драматурга Максима Курочкина «Выключатель» и «Абрау-Дюрсо». Главную роль в картине исполнил актёр театра и кино Кирилл Пирогов, написавший также музыку к фильму. Впервые лента была показана на кинофестивале «Окно в Европу» в Выборге. Проект «Раскоп» был создан на частные деньги без привлечения государственного финансирования. Съёмки проходили в Киеве и его окрестностях. В российский широкий прокат картина вышла 22 января 2015 года.

## Сюжет
Действии фильма разворачивается в Советском Союзе, в конце XX века и в наши дни на Украине — в Киеве и на месте археологических раскопок одного из курганов Понто-Каспийской степи.
Паша — бывший археолог, ныне писатель и, насколько это возможно при такой профессии, примерный семьянин. Он возобновляет дружбу с двумя школьными приятелями, один из которых — бизнесмен-алкоголик, другой, — считающий себя неудачником слабохарактерный обыватель, готовый пуститься во все тяжкие. Всем им по 40, всем троим хочется перемен. Действие грозит перерасти в авантюрное приключение. Так оно и начинается. Но странное путешествие, которое судьба готовит героям, позволит им соприкоснуться с далеким прошлым и ощутить дух ближайшего будущего. Это-то и заставит их переоценить настоящее, которое, как оказывается, можно изменить. Стоить только «раскопать» самих себя настоящих.